# SingStar Queen
SingStar Queen es un juego de karaoke del sistema PlayStation 2 y PlayStation 3 publicado por Sony Computer Entertainment Europe y desarrollado por SCEE y London Studio. Esta es la 18.ª entrega en la saga SingStar para PlayStation 2 y la 5ª para PlayStation 3, además de la 2ª que se dedica a una sola banda: Queen.
SingStar Queen como el juego original, fue distribuido tanto solo el juego (DVD para PS2 / Disco Blu-Ray para PS3), o el juego y un par de micrófonos acompañado - uno rojo y otro azul-. SingStar es compatible con la cámara EyeToy PS2 y la PlayStation Eye PS3 que sirve para visualizar a los jugadores en la pantalla mientras cantan.

### PlayStation 2
La única novedad que incluye SingStar Queen para PlayStation 2 es una nueva colección de 20 canciones, en lugar de los 25 que serán lanzados en la versión para PlayStation 3.

### PlayStation 3
SingStar Queen no tiene ninguna novedad ni cambio sustancial en el juego u otros como si hicieron SingStar Vol. 2 y SingStar Vol. 3. Esta edición, es la que se dedica a una sola banda o grupo: Queen pero la segunda de tal índole que se lanza para el sistema PlayStation 3.
La lista de canciones está compuesta por 25 temas exitosos y conocidos de la popular banda británica de rock, Queen. Destacan sus singles más sonados y famosos.

## SingStar QueenLista de canciones
NOTA: Este es, junto a SingStar Back to the 80's, el único juego disponible para descargar en SingStore completo.
| SingStar Queen - PS2 |                                   |
| Queen                | "Another One Bites The Dust"      |
| Queen                | "Bicycle Race"                    |
| Queen                | "Bohemian Rhapsody"               |
| Queen                | "Breakthru"                       |
| Queen                | "Crazy Little Thing Called Love"  |
| Queen                | "Don't Stop Me Now"               |
| Queen                | "Fat Bottomed Girls"              |
| Queen                | "I Want It All"                   |
| Queen                | "I Want To Break Free"            |
| Queen                | "Innuendo"                        |
| Queen                | "One Vision"                      |
| Queen                | "Play The Game"                   |
| Queen                | "Somebody To Love"                |
| Queen                | "These Are The Days Of Our Lives" |
| Queen                | "Tie Your Mother Down"            |
| Queen y David Bowie  | "Under Pressure"                  |
| Queen                | "We Are The Champions"            |
| Queen                | "We Will Rock You"                |
| Queen                | "Who Wants To Live Forever"       |
| Queen                | "You're My Best Friend"           |

| SingStar Queen - PS3 |                                   |
| Queen                | "A Kind Of Magic"                 |
| Queen                | "Another One Bites The Dust"      |
| Queen                | "Bicycle Race"                    |
| Queen                | "Bohemian Rhapsody"               |
| Queen                | "Breakthru"                       |
| Queen                | "Crazy Little Thing Called Love"  |
| Queen                | "Don't Stop Me Now"               |
| Queen                | "Fat Bottomed Girls"              |
| Queen                | "Hammer To Fall"                  |
| Queen                | "I Want It All"                   |
| Queen                | "I Want To Break Free"            |
| Queen                | "Innuendo"                        |
| Queen                | "Killer Queen"                    |
| Queen                | "One Vision"                      |
| Queen                | "Play The Game"                   |
| Queen                | "Radio Ga Ga"                     |
| Queen                | "Somebody To Love"                |
| Queen                | "The Show Must Go On"             |
| Queen                | "These Are The Days Of Our Lives" |
| Queen                | "Tie Your Mother Down"            |
| Queen                | "Under Pressure"                  |
| Queen                | "We Are The Champions"            |
| Queen                | "We Will Rock You"                |
| Queen                | "Who Wants To Live Forever"       |
| Queen                | "You're My Best Friend"           |